# Al-Dżahra
Al-Dżahra (arab. الجهراء) – miasto w Kuwejcie; 24 281 mieszkańców (2009). Siedziba gubernatorstwa Al-Dżahra.